# حسنه
حسنه (به عربی: الحسنة) نام شهر و شهرستانی در استان شمال سیناء مصر است.

## منبع
ویکی‌پدیای عربی، ۲۱ مارس ۲۰۰۷.